# Neujahrskonzert der Wiener Philharmoniker 2002

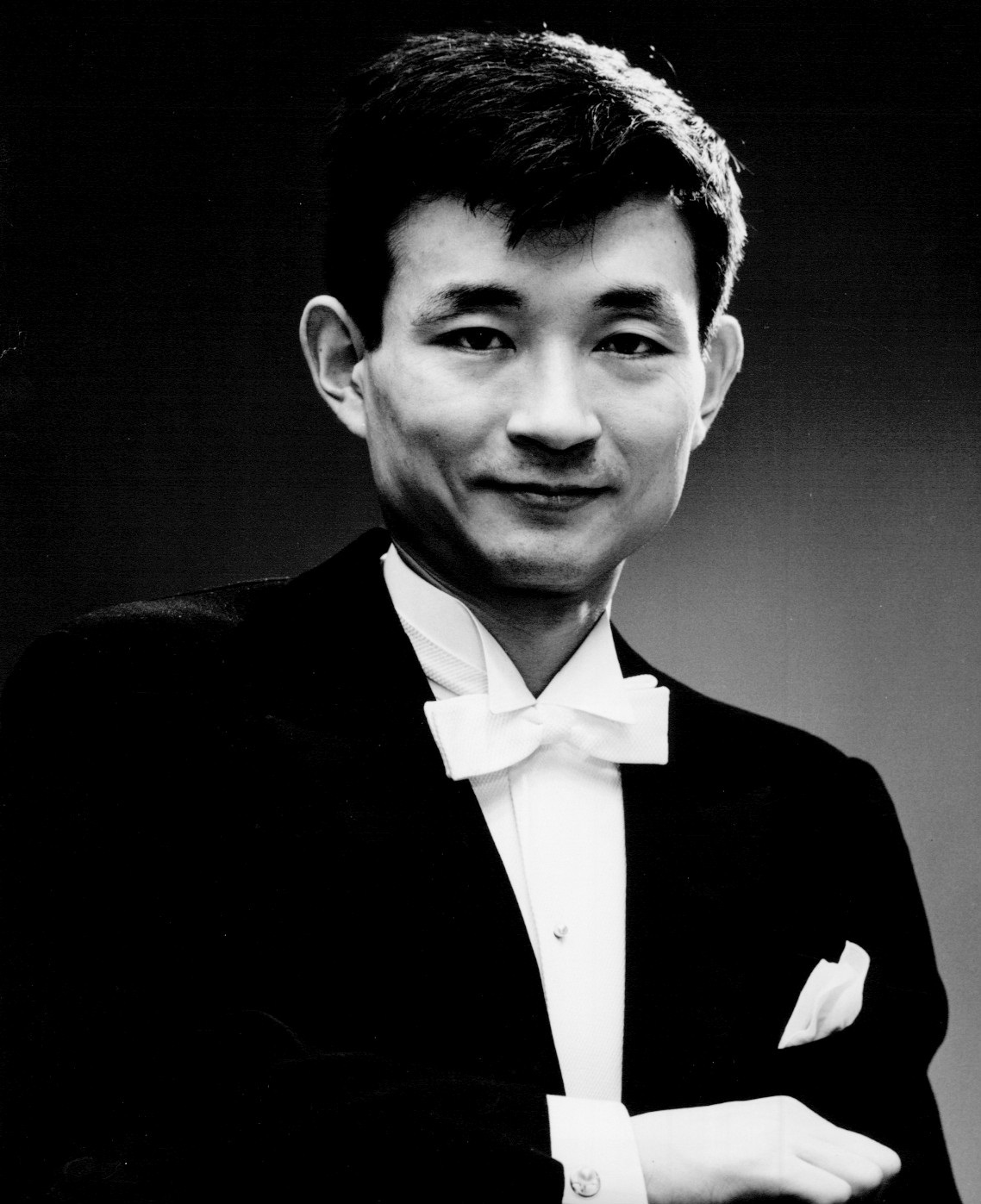
Seiji Ozawa (hier 1963) war 2002 zum ersten Mal Dirigent beim Neujahrskonzert der Wiener Philharmoniker

Das Neujahrskonzert der Wiener Philharmoniker 2002 war das 62. Neujahrskonzert der Wiener Philharmoniker und fand am 1. Jänner 2002 im großen Saal des Wiener Musikvereins statt. Dirigiert wurde es von Seiji Ozawa.

## Besonderheiten
Seiji Ozawa leitete das Konzert ohne Dirigierstab, was seinen Gesten eine große Unmittelbarkeit und Direktheit gab. Im Oktober 2002 wurde Seiji Ozawa Musikdirektor der Wiener Staatsoper. Er war dort schon früher oft Gastdirigent und leitete die Wiener Philharmoniker auf Tourneen und bei den Salzburger Festspielen. Im selben Jahr erhielt er auch das Österreichische Ehrenkreuz für Wissenschaft und Kunst I. Klasse

## Fernsehübertragung
Den zweiten Teil der Live-Übertragung des „Neujahrskonzerts der Wiener Philharmoniker“ sahen in Österreich 1.080.000 Zuseher. Das Neujahrskonzert 2002 war eine Koproduktion zwischen dem ORF, dem ZDF und dem japanischen Fernsehen NHK. Es wurde in zwei Teilen ausgestrahlt und konnte in 48 Ländern auf fünf Kontinenten gesehen werden.
Bei der Live-TV-Übertragung wurde erstmals seit 1987 wieder die Spanische Hofreitschule gezeigt. Der Regisseur Brian Large hatte sich anlässlich der Euro-Einführung einen „Tanz der Maschinen“ in der Oesterreichischen Nationalbank und der Münze Österreich gedreht. Schauplatz des vom Wiener Staatsopernballett traditionell live getanzten „Donauwalzers“, der von Vladimir Malakhov choreografiert wurde, war das Parlamentsgebäude. Für das Pausenprogramm hat Gernot Friedel österreichische Flüsse, Seen und Gletscher „Im Fluss der Jahreszeiten“ filmisch festgehalten. Ernst Grissemann war wieder Kommentator des Konzertes.

## Aufnahmen
Ein Live-Mitschnitt des Konzertes wurde auf einer Compact-Discs (DNB 358085918) sowie auf einer DVD veröffentlicht.
Die Aufnahme des Konzertes zählt in Österreich zu den meistverkauften Alben des Jahres 2002.
In Japan erschien die erste limitierte CD-Auflage am 19. Januar 2002, und eine vollständige Aufnahme wurde am 27. März 2002 veröffentlicht. Der Gesamtumsatz belief sich in Japan auf 800.000 verkaufte Exemplare.

## Programm

### 1. Teil
- Johann Strauss (Sohn): Zivio! Marsch, op. 456∗
- Johann Strauss (Sohn): Carnevals-Botschafter, Walzer, op. 270
- Josef Strauss: Die Schwätzerin, Polka mazur, op. 144
- Johann Strauss (Sohn): Künstlerleben, Walzer, op. 316
- Johann Strauss (Vater): Beliebte Annen-Polka, op. 137
- Josef Strauss: Vorwärts! Polka schnell, op. 127

### 2. Teil
- Johann Strauss (Sohn): Ouvertüre zur Operette Die Fledermaus
- Josef Strauss: Arm in Arm. Polka mazur, op. 215
- Josef Strauss: Aquarellen. Walzer, op. 258
- Josef Strauss: Die Libelle. Polka mazur, op. 204
- Josef Strauss: Plappermäulchen. Polka schnell, op. 245
- Johann Strauss (Sohn): Perpetuum Mobile, Musikalischer Scherz, op. 257
- Joseph Hellmesberger junior: Danse diabolique∗
- Johann Strauss (Sohn): Elisen-Polka, Polka française, op. 151∗
- Johann Strauss (Sohn): Wiener Blut, Walzer, op. 354
- Johann Strauss (Sohn): Tik-tak, Polka schnell, op. 365

### Zugaben
- Josef Strauss: Im Fluge. Polka schnell, op. 230
- Johann Strauss (Sohn): An der schönen blauen Donau, Walzer, op. 314
- Johann Strauss (Vater): Radetzky-Marsch, op. 228

Werkliste und Reihenfolge sind der Website der Wiener Philharmoniker entnommen.
Mit ∗ gekennzeichnete Werke standen erstmals in einem Programm eines Neujahrskonzertes.